# Communications Technology Satellite
O Communication Technology Satellite (CTS), também conhecido por Hermes, foi um satélite de comunicação geoestacionário experimental construído pela Canadian Communications Research Center (CRC), ele esteve localizado na posição orbital de 13,8 graus de longitude e era operado pela NASA em cooperação pela Agência Espacial Canadiana (CSA). O satélite tinha uma expectativa de vida útil de 2 anos.

## Características
Ele foi projetado para testar um novo conceito em comunicações via satélite: a utilização de pequenas antenas terrestres graças a emissões de alta potência do satélite. Para conseguir foram usados vários avanços:
- Uso de grandes painéis solares flexíveis para gerar grandes potências (até 1.200 watts). Estes painéis foram fornecidos pela ESA. Os satélites de comunicações anteriores estavam limitados, devido a utilização de células solares instaladas na mesma superfície do satélite, não em painéis.

- Um sistema de estabilização em todos os três eixos para permitir a iluminação contínua dos painéis solares e assegurar a estabilidade do feixe de transmissão.

- Um transmissor de alta potência com um novo design para o tubo de ondas, gerando 200 watts de potência. O transmissor foi fornecida pela NASA.

- A emissão em uma nova banda de frequência, mais alta (12-14 GHz) que as frequências utilizadas até o memento, sem interferir com os sistemas de micro-ondas terrestres já existentes.

Na época, o Hermes foi o satélite de comunicações mais poderoso já lançado, e o primeiro a operar em banda Ku (com 2 transponders).

## Lançamento
O satélite foi lançado com sucesso ao espaço no dia 17 de janeiro de 1976, às 23:27 UTC, por meio de um veículo Delta 2914 a partir da Estação da Força Aérea de Cabo Canaveral, na Flórida, EUA. Ele tinha uma massa de lançamento de 680 kg.